# Spotnicks in London, Out-a space
Spotnicks in London, Out-a space är den svenska musikgruppen Spotnicks debutalbum som spelades in i London på sensommaren 1962. LP:n gavs ut av Karusell. Albumet spelades flitigt på Radio Luxembourg, och bandet blev känt över hela Europa. Melodin Amapola kom att bli en av bandets största hits på hemmaplan, där den låg i åtta veckor på Tio i topp 1963 och som högst hamnade på tredje plats.

## Medverkande musiker
- Bo Winberg, Gitarr
- Bob Lander, Gitarr, sång
- Björn Thelin, Bas
- Ove Johansson, Trummor

## Låtlista
1. Orange Blossom Special
2. Happy Henrik's Polka
3. Ol' Man River
4. Nightcap
5. The Spotnicks Theme
6. High Flying Scotsman
7. Moonshot
8. The Rocket Man
9. Dark Eyes
10. My Old Kentucky Home
11. No Yaga Daga Blues
12. Thundernest
13. Amapola
14. I'm Going Home